# TSR Krynica „Góra Parkowa”
TSR Krynica „Góra Parkowa” – telewizyjna stacja retransmisyjna z wieżą o wysokości 35 m, zlokalizowana jest w Krynicy-Zdroju na Górze Parkowej.

## Transmitowane programy

### Programy telewizyjne – cyfrowe
| Nazwa multipleksu | Częstotliwość | Kanał | Moc promieniowana nadajnika | Polaryzacja | Kompresja wizji | Zamierzona charakterystyka promieniowania |
| ----------------- | ------------- | ----- | --------------------------- | ----------- | --------------- | ----------------------------------------- |
| MUX 3             | 578 MHz       | 34    | 0,022 kW                    | pozioma     | MPEG-4 AVC      | dookólna (ND)                             |

### Programy radiowe
| LP | Program                   | Właściciel                    | Częstotliwość | Moc nadajnika | Polaryzacja |
| -- | ------------------------- | ----------------------------- | ------------- | ------------- | ----------- |
| 1  | Radio Zet                 | Radio Zet Sp. z o.o.          | 95,8 MHz      | 0,2 kW        | pionowa     |
| 2  | Polskie Radio Program III | Polskie Radio S.A.            | 103,9 MHz     | 0,2 kW        | pionowa     |
| 3  | RMF MAXX Nowy Sącz        | Radio Galicja Sp. z o.o.      | 104,6 MHz     | 0,1 kW        | pionowa     |
| 4  | RMF FM                    | Radio Muzyka Fakty Sp. z o.o. | 105,9 MHz     | 0,2 kW        | pionowa     |

## Nienadawane analogowe programy telewizyjne
| LP | Program | Właściciel            | Częstotliwość | Kanał | Moc nadajnika | Polaryzacja | Data wyłączenia nadajnika |
| -- | ------- | --------------------- | ------------- | ----- | ------------- | ----------- | ------------------------- |
| 1  | TVP1    | Telewizja Polska S.A. | 207,25 MHz    | 10    | 0,25 kW       | pozioma     | 22 kwietnia 2013          |
| 2  | TVP2    | Telewizja Polska S.A. | 503,25 MHz    | 25    | 0,50 kW       | pozioma     | 22 kwietnia 2013          |